# Ruhestetten
Ruhestetten ist ein Teilort der Gemeinde Wald im Landkreis Sigmaringen in Baden-Württemberg, Deutschland.

## Geographie

### Geographische Lage
Das Dorf Ruhestetten liegt etwa sechs Kilometer westlich von Pfullendorf, knapp hinter dem Höhenzug der Endmoräne der Würmeiszeit. Südöstlich des Dorfes erstreckt sich ein Moorgebiet, in dem bis ins 20. Jahrhundert Torfabbau betrieben wurde. Heute ist es als Naturschutzgebiet Ruhestetter Ried ausgewiesen. Das Naturschutzgebiet Egelseewiesen befindet sich nördlich des Dorfes.

### Ausdehnung des Gebiets
Die Gesamtfläche der Gemarkung Ruhestetten beträgt 643,29 Hektar (Stand: 31. Dezember 2014).

### Schutzgebiete

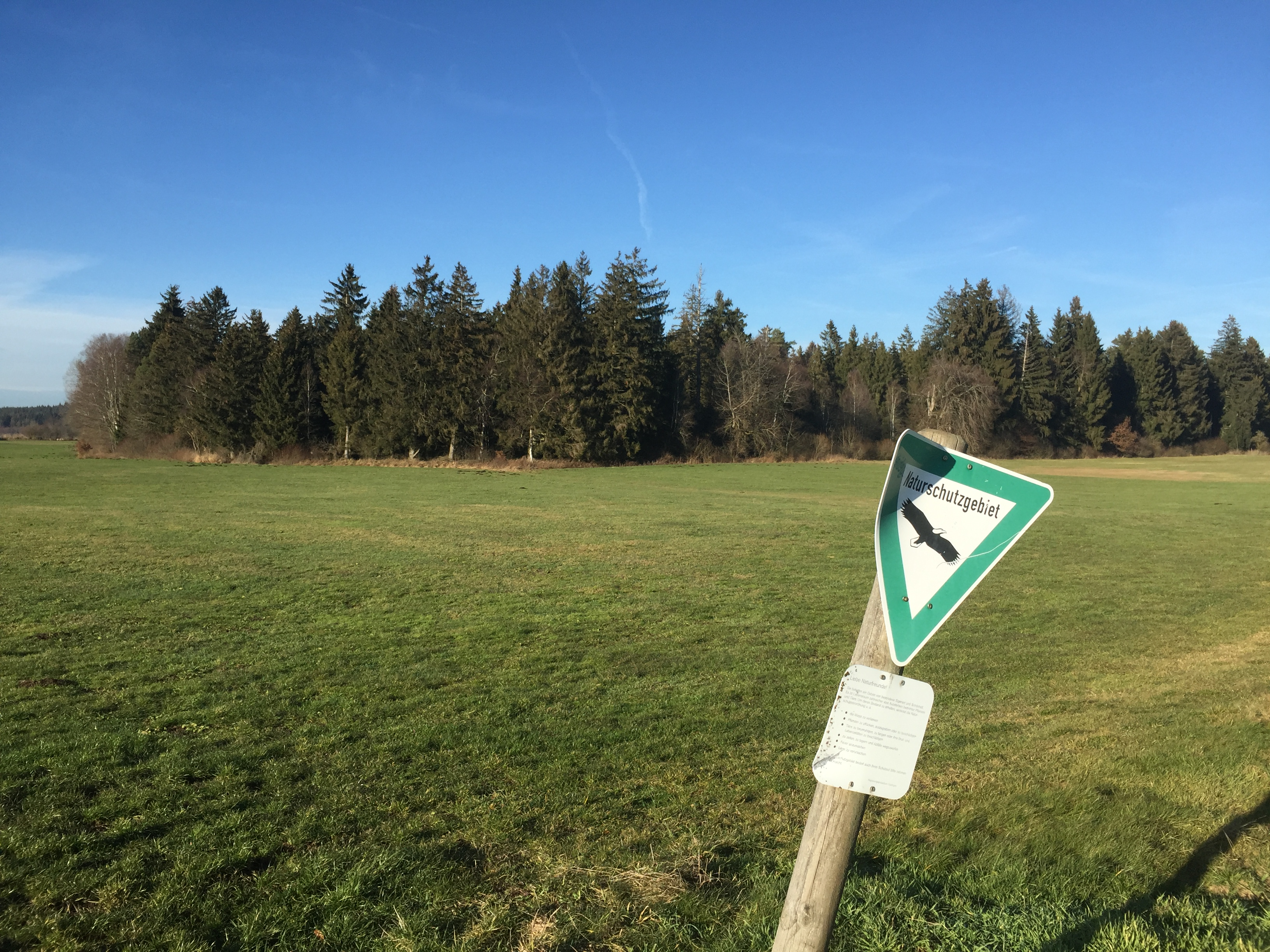
Naturschutzgebiet Egelseewiesen

Auf der Gemarkung von Ruhestetten befinden sich die beiden Naturschutzgebiete Egelseewiesen und Ruhestetter Ried.

## Geschichte
In der Gegend um Ruhestetten fand, begünstigt durch die geologischen und klimatischen Voraussetzungen, bereits eine frühe Besiedlung im Nachglazial statt. Es fanden sich westlich von Ruhestetten in dem zum Quellgebiet der Ablach gehörenden Torfried Egelsee (Egelseemoor) Reste von Pfahlbauten aus dem Neolithikum. Etwa einen Kilometer nördlich von Ruhestetten findet sich im Wald ein Grabhügel. Nur wenige Jahrhunderte jünger sind spätlatènezeitliche Streufunde (mögliche Siedlung) bei Aach-Linz im Gewann „Thiergarten“ und die südlich davon liegende Viereckschanze an der Straße von Aach-Linz nach Herdwangen. Römische Mauerreste einer Villa Rustica im Gewann „Maueräcker“ weisen auf eine spätere römische Besiedlung hin. Die Villa Rustica wurde vermutlich bei der Alamanischen Landnahme durch die Lentienser zerstört.
Erstmals genannt wurde Ruhestetten 1277 bei einer Güterschenkung an das Kloster Wald durch die Herren von Laubeck. Der Ort lag ursprünglich im Linzgau, noch in späterer Zeit beanspruchte die Grafschaft Heiligenberg das Hochgericht und den Forstbann. 1460 herrschte Hans von Werdenberg über das Dorf, 1458 besitzt das Kloster Wald im Dorf sieben Höfe und 1474 die Niedergerichtsbarkeit und die Dorfherrschaft. Bis 1600 setzt es die Lokalleibherrschaft durch.
Im Verlauf des Dreißigjährigen Kriegs (1618–1648) wurde auch der klösterliche Weiler Ruhestetten niedergebrannt und lag jahrelang wüst.
1806 fiel das Dorf wie das gesamte Walder Territorium durch die Säkularisation des Klosters aufgrund des Reichsdeputationshauptschlusses an das Fürstentum Hohenzollern-Sigmaringen und 1850 mit diesem als Hohenzollernsche Lande an Preußen. Ab 1806 gehörte Ruhestetten also zum fürstlichen und 1850 bis 1862 zum preußischen Oberamt Wald, seitdem zum Oberamt bzw. seit 1925 Kreis Sigmaringen. Besitz und Rechte im Ort hatten im 13. Jahrhundert die Herren von Hohenfels und Grafen von Nellenburg, im 14. Jahrhundert Herren von Hewen, von Hornstein und von Ramsberg. 1873 bekam Ruhestetten Anschluss an die Bahnstrecke Altshausen–Schwackenreute, die in den 1980er Jahren wieder abgebaut wurde.
Die Ruhestettener Ortschronik berichtet aus dem Jahr 1872: Das Dorf besteht aus 36 größeren Gebäuden mit einem öffentlichen Gebäude, 23 private Häuser, elf Scheunen und einer Gaststätte. Dort lebten 207 Erwachsene und 207 Kinder. Am Ort gab es 30 Pferde, 53 Ochsen, 102 Kühe, 37 Kälber, neun Schweine und 65 Bienenstöcke. Im Dorf arbeiteten 24 Bauern, ein Schmied, drei Schuster, ein Weber, ein Maurer, ein Schneider, ein Zimmermann und ein Wagner.
Wenige Tage vor Ende des Zweiten Weltkriegs erreichten am 22. April 1945 französische Truppen und ein Panzer das Dorf, nachdem sie zuvor mit dem Volkssturm zusammentrafen. Sie vermuteten im Wald Einheiten der Waffen-SS. Zwei Wehrmachtsoffiziere, die auf einem Motorrad aus Deutwang kamen, wurden bei ihrer Flucht erschossen. Ein Steinkreuz erinnert mit der Inschrift an dieses Geschehen: „Die Offiziere Ferdinand Pledl, geboren am 12. Juli 1913, und Rudolf Friebus, geboren am 18. Mai 1920 – fielen am 22.04.1945 – sie wurden hier zur Ruhe gebettet.“
Am 1. Januar 1975 wurde Ruhestetten nach Wald eingemeindet.

### Einwohnerentwicklung
| Stand         | Einwohner |
| ------------- | --------- |
| 31. Dez. 2010 | 174       |
| 31. Dez. 2014 | 177       |

## Wappen
In gespaltenem Schild vorne in Schwarz ein doppelreihig rot-silbern geschachter Schrägbalken, hinten in Silber ein grünes Blatt mit zwei sparrenförmig gestellten Stielen, zwischen denen das Feld rot ist.
Der Zisterzienserbalken erinnert an die jahrhundertelange Herrschaft des Klosters Wald. Die hintere Schildhälfte enthält das Wappen der Herren von Laubeck, bei deren Güterverkauf an das Kloster Wald im Jahre 1277 der Ort zum ersten Mal genannt wird.

## Kultur
Seit 1998 betreiben zwei Künstler das Projekt Neue Kunst am Ried mit Ausstellungen in einem umgebauten Bauernhaus, Baubotanik und Skulpturen, die auf dem acht Hektar großen Gelände in die Landschaft des Ruhestetter Rieds eingebettet werden.

## Wirtschaft und Infrastruktur
Ruhestetten lag am westlichen Teil der stillgelegten Bahnstrecke Altshausen–Schwackenreute, die von den Badischen Staatseisenbahnen am 11. August 1873 eröffnet wurde. 1957 wurde hier ein Haltepunkt eingerichtet. Die Deutsche Bundesbahn stellte am 26. September 1971 den Personenverkehr auf der Gesamtstrecke ein, so dass die Strecke zu einer reinen Güterverkehrsstrecke wurde, dieser wurde am 29. Mai 1983 auf dem westlichen Abschnitt zwischen Schwackenreute und Pfullendorf eingestellt und dieser Abschnitt abgebaut.